# Auguste de Saxe-Lauenbourg
Pour les articles homonymes, voir Auguste de Saxe.
Auguste est un prince de la maison d'Ascanie né le 17 février 1577 à Ratzebourg et mort le 18 janvier 1656 à Lauenbourg. Il règne sur le duché de Saxe-Lauenbourg de 1619 à sa mort.

## Biographie
Fils du duc François II et de son épouse Marguerite de Poméranie-Wolgast, il succède à son père à sa mort. Il reste neutre pendant la guerre de Trente Ans. Comme tous ses fils meurent avant lui, son demi-frère cadet Jules-Henri lui succède.

## Mariages et descendance
Le 5 mars 1621, Auguste épouse Élisabeth-Sophie (bg)(1599-1627), fille du duc Jean-Adolphe de Holstein-Gottorp. Ils ont six enfants :
- François-Auguste (1623-1625) ;
- Sophie-Marguerite (1622-1637) ;
- Anne-Élisabeth (1624-1688), épouse en 1665 le landgrave Guillaume-Christophe de Hesse-Hombourg (divorcés en 1672) ;
- Sibylle-Hedwige (1625-1703), épouse en 1654 son cousin François-Erdmann de Saxe-Lauenbourg ;
- Jean-Adolphe (1626-1646) ;
- Philippe-Frédéric (1627-1627).

Le 4 juin 1633, Auguste se remarie avec Catherine (bg) (1582-1644), fille du comte Jean VII d'Oldenbourg. Ils n'ont pas d'enfants.